# Rhizedra rufescens-suffusa
Rhizedra rufescens-suffusa är en fjärilsart som beskrevs av Tutt 1891. Rhizedra rufescens-suffusa ingår i släktet Rhizedra och familjen nattflyn. Inga underarter finns listade.